# Juan Prenafeta
Juan Prenafeta Puig (El Vilosell, 2 de agosto de 1752-Lérida, 16 de mayo de 1833) fue un organista, compositor y maestro de capilla español.

## Vida
Nació en El Vilosell, en la provincia de Lérida, el 2 de octubre de 1752. Se formó musicalmente en la capilla de música de la Catedral de Lérida, donde fue discípulo del maestro Antonino Sala, originario de Aitona.
Ocupó la plaza de organista de la iglesia parroquial de San Juan Lérida, donde poseía un beneficio como presbítero.
El 14 de abril de 1781 sustituyó a Sala como maestro de capilla, que regresó en brevemente 1782. De 1782 a 1793 volvió a ocupar el cargo, ya que Sala se había jubilado. En 1793 tuvo que renunciar por problemas de salud y Sala vuelve a ocupar el cargo brevemente hasta que fue sustituido por Antonio Sambola.
En marzo de 1791, fallecería el maestro de capilla de la Catedral de Burgos, el aragonés Antonio Abadía, por lo que el magisterio quedaba vacante. Las oposiciones fueron a distancia y se presentaron 10 candidatos: Gregorio Yudego, Antonio Puerta, Nicolás Zabala, Francisco Javier Huerta, Joaquín Acuña, Juan Prenafeta, Manuel Corao, José Morata y Bernardino de Chevarría.
Para cubrir la vacante del organista primero en la Catedral de Lérida, en 1806 mosén Prenafeta ocupó interinamente la plaza hasta que quedó definitivamente cubierta por Juan Ariete, quedando relegado Prenafeta a segundo organista hasta su fallecimiento el 16 de mayo de 1833.

## Obra

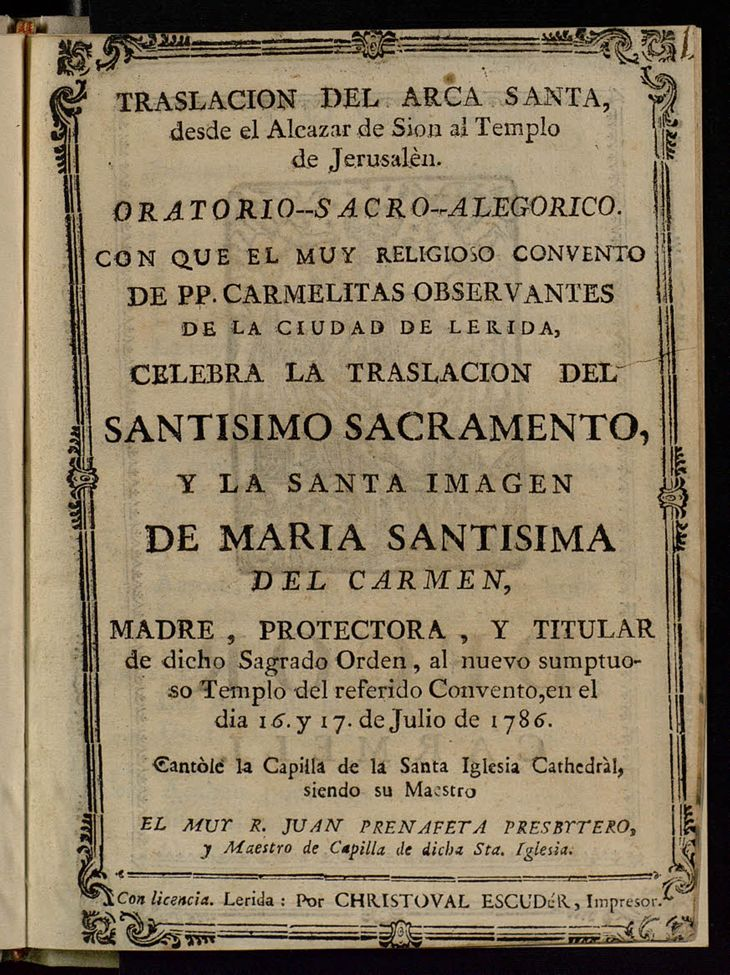
Traslación del Arca Santa desde el Alcazar de Sion al templo de Jerusalén, oratorio de Prenafeta

Prenafeta era uno de los compositores más afamados de Cataluña durante su época y fue maestro de figuras como Antonio Mercé de Fondevila, que posteriormente también sería maestro de capilla de la Catedral de Lérida. Dejó varias, Misas a gran orquesta, unas Antífonas a San Pablo y unos Nocturnos a los Dolores de María.
En el archivo de la Catedral de Lérida se conservan un Domine ad adjuvandum, una Salve y noventa y ocho villancicos compuestos durante su estancia en Lérida.